# K (аниме)
K (яп. ケイ Кэй), также K-Project, — аниме-сериал японской студии GoHands, являющийся сиквелом манги «K: Memory of Red» и «K: Stray Dog Story». Режиссёром стал Судзуки Синго, сценаристом — Фурухаси Хидэюки. Телетрансляция аниме в Японии проходила с 5 октября по 28 декабря 2012 года в сети «MBS».
Манга-адаптация аниме «K: Memory of Red», автором которой является GoRA, а иллюстратором — Юи Куроэ, публикуется с 28 мая 2012 года в журнале «Aria» издательства Kodansha. Также с ноября 2012 года в журнале «Good! Afternoon» того же издательства начала публиковаться манга «K: Stray Dog Story».

## Сюжет
Главный герой Ясиро Исана является учеником старшей школы Асинака. Внезапно в обычные школьные дни на него начинается охота со стороны Красного и Синего кланов, а также со стороны Куро Ятогами, который является бывшим учеником Бесцветного Короля. Впоследствии Куро присоединяется к Ясиро и начинает помогать ему. Ясиро узнаёт от Куро, что он обвиняется в убийстве одного из членов Красного клана, Татары Тоцуки, из-за чего и началась охота на главного героя. Но Ясиро ничего не помнит и уверенно утверждает, что не является убийцей.
Вскоре главный герой узнаёт, что является Бесцветным Королём и его кошка Нэко имеет способность перевоплощаться в человеческую форму и создавать иллюзии, которые помогают защитить её хозяина. Позже, после нескольких неудачных нападений Красного и Синего кланов, Ясиро и Куро узнают, что Нэко также умеет стирать память и создавать ложные воспоминания. Ясиро, узнав о том, что та подменила его настоящие воспоминания, просит Нэко вернуть их. Но даже после этого герой не смог вспомнить, является ли он реальным убийцей Татары. В последующих сериях выясняется, что Ясиро на самом деле является бессмертным Серебряным Королём и его реальное имя — Адольф К. Вайсман.
В конце он вселяет в себя Бесцветного короля и дает Микото Суо убить его, при этом сам Вайсман сгорает в огне, а его «Дамоклов меч» («символ» Короля, который нависает над ними и показывает состояние уровня Вайсмана) исчезает. После этого, чтобы не допустить падение «Дамоклова меча» (ситуация, когда Дамоклов Меч падает на землю и уничтожает всё вокруг себя на многие километры) Мунаката убивает Суо. Красный клан оплакивает своего короля, а Куро и Нэко отправляются искать Ясиро, веря, что он жив, потому что Серебряный Король бессмертен.

## K.Missing Kings
Действие фильма разворачиваются практически спустя год после первого сезона. Члены Зелёного клана «ДЖУНГЛИ», среди которых Юкари Мисякудзи и Дохан Хирасака, захватывают башню «Михасира» — резиденцию Золотого короля, который умер, и где находится «Сланец Дрездена» — артефакт, который во время Второй мировой войны исследовал Адольф К. Вайсман и который дает силу Королям. Дохан отправляется за Анной, чтобы использовать её способности для поиска Серебряного Короля. Её и Рикио, который в данный момент охранял Анну по указанию Идзумо (тот уехал в Германию на 6 месяцев с разведкой), спасают Куро и Нэко, которые продолжают искать Ясиро. Они соглашаются спрятать Анну от Зелёного клана, но Мисякудзи, который сразился с Куро, и Дохан забрали Анну. Мисаки, который горевал о смерти Суо и Тоцуки, с помощью информации от Сарухико, где держат Анну, идет с Куро и Нэко спасать её.
Вскоре появляется и Идзумо. В итоге Анна «поговорив» с Микото и Татарой, принимает свой «красный» и становится новым Красным Королём. Зелёный Король — Нагарэ Хисуй через своего попугая Котосаку приказывает Юкари отступать. Дохан сбежала, прежде чем Зелёный Король атаковал (не на прямую) всех в башне, но Анна и Рэйси остановили атаку, а Хирасаку арестовал Фусими Сарухико. Рэйси назначает себя ответственным за сохранность «Сланца Дрездена», тем самым между Синим кланом и Красным кланом наступает перемирие. В конце Куро и Нэко видят в стеклянном шарике от Анны Ясиро. Сам Ясиро прятался в своем дирижабле от Зелёного Короля и разговаривает с умирающим Золотым Королём. Дайкаку Кокудзёдзи умирает от старости, а Ясиро говорит, что больше не будет убегать.

## K.Return of Kings
Сюжет второго сезона разворачивается уже спустя пару месяцев, после событий K.Missing Kings. Зелёный клан «ДЖУНГЛИ» начали активную деятельность, чтобы ослабить Синего Короля (его Дамоклов меч начал трескаться), а также выманить Серебряного Короля. Нагарэ Хисуй приказывает Юкари и ещё одному члену своего клана — Сукуне Годжо «убрать из игры» Куро и привести Нэко (настоящее имя которой Мияби Амэно) к нему живой. Юкари и Куро сражаются на мосту около Старшей школы Асинака, пока Сукуна встретился в схватке с Сарухико (который пришёл следить за Куро по приказу Рэйси) и Мисаки (который по просьбе Анны привез забытую вещь Нэко). Мисякудзи уже почти готов убить Куро, но Серебряный Король спасает его, таким образом Нагарэ Хисуй смог выманить «Бессмертного короля». Сам Сиро собирает «Альянс кофейного столика», в который вошли Красный Король — Анна Кусина и Синий Король — Рэйси Мунаката. Также Сиро говорит им, что Золотой Король скончался и теперь официально Рэйси занимает место Дайкаку. Красный клан «Хомра» и Синий клан «Скипетр 4» сообща начинают арестовывать членов Зелёного клана «ДЖУНГЛИ». Тем временем Нагарэ Хисуй через Котосаку предлагает Ясиро создать союз между их кланами, чтобы вместе начать «эволюцию человечества»: дать силу «Сланца» всему человечеству. Но Ясиро отказывает ему, в ответ Нагарэ говорит, что заберет «Сланец» силой и объявляет войну «Альянсу кофейного столика».
Трем Королям и их соклановцам придется противостоять Зелёному клану «ДЖУНГЛИ», чтобы не наступил хаос во всем мире.

## Персонажи

### Главные персонажи (Серебряный клан «Хакумайто»
- Ясиро Исана (яп. 伊佐那 社 Исана Ясиро), имеет прозвище Сиро (яп. シロ), настоящее имя — Адольф К. Вайсман (яп. アドルフ・K・ヴァイスマン Адоруфу Ка Вайсуман), — главный герой произведения, поначалу считался Бесцветным Королём. Весёлый, общительный и беззаботный. Обвиняется в убийстве одного из членов Красного клана «Хомра», Татары Тоцуки, за которое его участники хотят отомстить. С помощью своей кошки, Нэко, постепенно возвращает свою память и пытается разобраться, что же произошло в день убийства. Позже стало известно, что реальное имя главного героя — Адольф К. Вайсман и он является бессмертным Серебряным Королём. В конце первого сезона исчез, после того, как позволил Микото убить Бесцветного через себя. В K.Missing Kings оказывается, что он жив, но по велению Золотого Короля прятался на Дирижабле от Зелёного Короля. После смерти своего друга, он говорит, что больше не будет убегать.

Сэйю: Дайсукэ Намикава, Тэцуя Какихара (как Адольф К. Вайсман)
- Куро Ятогами (яп. 夜刀神 狗朗 Ятогами Куро:), известен также как Чёрный пёс (яп. 黒狗 Куроину) и просто Чёрный (яп. クロ Куро), — мастер владения мечом. Отправляется на задание выследить и убить Ясиро. Являлся учеником бывшего Бесцветного Короля Итигэна Мивы. Когда тот был при жизни, Куро записывал на диктофон все его цитаты, которые теперь периодически прослушивает. Умеет хорошо готовить. Раньше относился к Юкари как к старшему брату, но после того, как Юкари сразился с Итигэном Мивой и сильно ранил его, не может простить Мисякудзи этого.

Сэйю: Дайсукэ Оно
- Нэко (яп. ネコ) настоящее имя — Мияби Амэно (яп. 雨乃 雅日 Амэно Мияби) — любимая кошка Ясиро. Имеет способность перевоплощаться в человеческую форму и создавать иллюзии для защиты своего хозяина, которого она очень любит. Также она может управлять памятью всех рядом находящихся людей: таким образом она стерла память Ясиро, создав ложные воспоминания у него и всех людей, находящихся в школе. Так как она довольно игривая и озорная, преследователям трудно гоняться за ней и Ясиро, особенно когда та в человеческой форме. Не любит носить одежду. Во втором сезоне раскрывается её настоящее имя — Амэно Мияби, но сама Нэко об этом забыла.

Сэйю: Микако Комацу

### Старшая школа Асинака
- Кукури Юкидзомэ (яп. 雪染 菊理 Юкидзомэ Кукури) — одноклассница Ясиро и член школьного совета. В конце аниме её тело было захвачено Бесцветным Королём, но Ясиро и Куро освободили его.

Сэйю: Сатоми Сато
- Сумика Инаба (яп. 因幡 澄香 Инаба Сумика) — подруга Кукури.

Сэйю: Канами Сато
- Сота Мисина (яп. 三科 草太 Мисина Со:та) — одноклассник Ясиро и Кукури. Однажды признался ей в любви со школьной башни с часами, но его признание было отвергнуто.

Сэйю: Кадзуки Симидзу
- Тихо Хюга (яп. 日向 千穂 Хю:га Тихо) — президент школьного совета.

Сэйю: Маая Утида
- Сакура Асама (яп. 浅間 桜 Асама Сакура) — одна из членов школьного совета.

Сэйю: Нодзоми Ямамото

### Красный клан «Хомра»
- Микото Суо (яп. 周防 尊 Суо: Микото) — Красный Король (яп. 赤の王 Ака но о:) и лидер клана «Хомра». Ранее общался с Синим Королём — Рэйси Мунакатой, но позже они разошлись. Со школы дружил с Кусанаги и Тоцукой, и вместе с ними основал «Хомру». В последней серии первого сезона умирает от рук Рэйси Мунакаты, из-за угрозы падения Дамоклово меча после убийства Бесцветного короля (Уровень Вайсмана был на грани допустимого. Микото знал что из-за убийства короля он погибнет. Рэйси Мунаката даже отговаривал его, предлагал самому убить бесцветного короля, но Микото не сдержался при виде убийцы близкого друга).

Сэйю: Кэндзиро Цуда
- Идзумо Кусанаги (яп. 草薙 出雲 Кусанаги Идзумо) — второй член клана, «правая рука» Микото. Считает его, как и все остальные участники клана, самым лучшим Королём. Профессиональный добытчик информации. Владелец бара «Хомра», который является резиденцией красного клана и вторым домом для каждого. В хороших отношениях с лейтенантом Авашимой Сери. Разговаривает на диалекте Киото.

Сэйю: Такахиро Сакураи
- Мисаки Ята (яп. 八田 美咲 Ята Мисаки) — третий член клана, увлекается скейтбордингом. Очень вспыльчив. Ненавидит своё имя, так как оно женское, поэтому просит всех называть его по фамилии. Как и все участники клана, любит и уважает своего короля. Стесняется девушек. Притворяется, что ненавидит своего бывшего друга Фусими, однако на самом деле переживает из-за его ухода из клана.

Сэйю: Дзюн Фукуяма
- Татара Тоцука (яп. 十束 多々良 Тоцука Татара) — бывший участник клана. Был застрелен Бесцветным Королём. Весёлый и общительный, всегда старался подбодрить и развеселить своих товарищей, за что его все и полюбили. Любил играть на гитаре. Имел странное хобби скупать дорогие старинные безделушки. Сo школы имел привычку называть Микото — «Король».

Сэйю: Юки Кадзи
- Рикио Камамото (яп. 鎌本 力夫 Камамото Рикио) — один из членов клана. Друг Яты. В K.Missing Kings охранял Анну от Зелёного клана, но был ранен Дохан.

Сэйю: Юити Накамура
- Анна Кусина (яп. 櫛名 アンナ Кусина Анна) — единственная девушка-член красного клана. Является самой молодой из всех. Носит готическую одежду. Анна обладает способностью читать мысли и определять местоположение людей на карте с помощью красных кристальных шариков, а также видеть будущее. Всегда старается держаться рядом с Микото. В K.Missing Kings принимает свою сущность и становится новым Красным Королём.

Сэйю: Юи Хориэ

### Синий клан «Скипетр 4»
- Рэйси Мунаката (яп. 宗像 礼司 Мунаката Рэйси) — Синий Король (яп. 青の王 Ао но о:), глава клана и капитан «Скипетра 4». Прирождённый лидер, который ставит чужую жизнь выше собственной. Считал Суо своим другом и всеми силами пытался убедить его остановиться в поисках убийцы, даже пообещал что сам покарает Бесцветного Короля. В последней серии первого сезона сражается с Красным королём Микото и убивает его, чтобы его Дамоклов Меч не успел упасть. В K.Missing Kings берет на себя охрану «Сланца Дрездена», а в конце его Дамоклов меч начал трескаться. Во втором сезоне его уровень Вайсмана начинает резко повышаться из-за бремени от убийства короля. В 11 серии он смертельно ранит Серого короля и это становится критической точкой, однако не погибает — его меч не успевает начать падать из-за уничтожения «Сланца» Ясиро Исаной — Серебряным Королём.

Сэйю: Томокадзу Сугита
- Сэри Авасима (яп. 淡島 世理 Авасима Сэри) — единственная девушка-член синего клана, «правая рука» и лейтенант Рэйси, которая также неплохо ладит с красным кланом, в частности с Кусанаги Идзумо. Она очень серьезна, спокойна и собрана. Сильно предана своему капитану — в последней серии второго сезона принимает решение в случае падения Дамоклово меча самой убить Рейши.

Сэйю: Миюки Савасиро
- Сарухико Фусими (яп. 伏見 猿比古 Фусими Сарухико) — бывший участник клана «Хомра», из-за чего имеет силы обоих кланов. Дразнит членов Красного клана, вызывая их на бой, желая показать, насколько он стал сильнее. В школьное время был лучшим другом Мисаки, однако через несколько месяцев в Хомре перешёл в Скипетр 4, чем вызвал обиду и недовольство друга. Всё ещё испытывает к Мисаки тёплые чувства, но скрывает это. В последней серии первого сезона они выяснили свое отношение друг к другу. В K.Missing Kings помогает Мисаки найти местоположение Анны. Во втором сезоне переходит в зеленый клан и работает там как двойной агент, шпионя для Мунакаты Рейши.

Сэйю: Мамору Мияно

### Зелёный клан «ДЖУНГЛИ»
- Нагарэ Хисуй (яп. 比水 流 Хисуй Нагарэ) — Зеленый Король (яп. 緑の王 Мидори но о:), создатель и лидер интернет-клана «ДЖУНГЛИ». Молодой человек, сидящий в инвалидной коляске. Его тело перевязано по неизвестным причинам смирительной рубашкой. Имеет способность общаться через своего попугая — Котосаку. Хочет освободить силу «Сланца Дрездена», дав его силу всему человечеству, чтобы оно эволюционировало (он считает, что Короли и кланы - ускорители эволюции), и тогда все станут равны между собой. Считает все «игрой», а членов своего клана - игроками, но не управляет ими, а только дает «Миссии». Никому не показывался, кроме членам ранга «J» (члены этого ранга единственные, кто знают Короля в лицо, те кто ниже этого ранга, стремятся стать членами этого ранга). Пытался переманить Ясиро на свою сторону, но получив отказ, объявляет трем Королям (Рэйси, Анне и Ясиро) войну.

Сэйю: Кацуюки Окицу
- Юкари Мисякудзи (яп. 御芍神 紫 Мисякудзи Юкари) — член «ДЖУНГЛИ» ранга «J», как и Куро, являлся учеником бывшего Бесцветного Короля Итигэна Мивы. Мастер владения мечом, даже превосходит в этом Куро. Как Куро и Сарухико, имеет силы обоих кланов (Зеленого и Бесцветного). Ловок, силен, умен (в K.Missing Kings в одиночку смог расправиться с членами Золотого клана). Самовлюбленный человек, ухаживает за собой как девушка. К именам Нагарэ, Дохан, Куро и Сукуны ласково добавляет суффикс «-тян». Имя меча - «Аямати».

Сэйю: Морита Масакадзу
- Сукуна Годжо (яп. 五條 スクナ Годжо: Сукуна) — член «ДЖУНГЛИ» ранга «J». Самый молодой из всех членов ранга «J», примерно одного возраста с Анной. Одевается как «молодой господин». Готов принять участие в любой «игре», которую придумает Нагарэ. Озорной, немного капризный мальчик, если дело касается сражений ради получения «очков». Обожает видео-игры. Оружие - коса.

Сэйю: Риэ Кугимия
- Тэнкэй Ивахунэ (яп. 磐舟 天鶏 Ивахунэ Тэнкей) — член «ДЖУНГЛИ» ранга «J». Самый старший член клана. Все называют его «Ива-сан». Во втором сезоне выясняется, что он Серый Король (яп. 灰色の王 Хайиро но о:), который должен был погибнуть в инциденте с кратером Кагуцу. Зелёный Король назвал его своим козырем в битве против Рэйси, Анны и Ясиро. Одет как священник, хороший и заботливый человек. Хранитель Нагарэ, относится к нему как к сыну (в одной из серий второго сезона он спросил его: «Тебе не важно мнение того, кто заменил тебе отца?»). Выполняет так же работу по дому. Любит выпить.

Сэйю: Хотю Оцука
- Котосака (яп. コトサカ Котосака) — член «ДЖУНГЛИ» ранга «J». Зелёный попугай, который является посредником связи между Нагарэ и соклановцами. Умеет говорить, но лишь выкрикивает отдельные слова, и стрелять электрическим зарядом.

Сэйю: Хиро Симоно
- Дохан Хирасака (яп. 平坂 道反 Хирасака До:хан) — член «ДЖУНГЛИ», находящаяся где-то в середине ранговой системы «ДЖУНГЛИ». Отличный оперативник, надевает на «работу» костюм ниндзя. В K.Missing Kings была поймана Сарухико.

Сэйю: Каори Надзука

### Другие кланы
- Дайкаку Кокудзёдзи (яп. 國常路 大覚 Кокудзё:дзи Дайкаку) — Золотой Король (яп. 黄金の王 О:гон но о:), в K.Missing Kings умер от старости.

Сэйю: Сёдзо Ийдзука
- Итигэн Мива (яп. 三輪 一言 Мива Итигэн) — бывший Бесцветный Король (яп. 無色の王 Мусики но о:). Являлся учителем Куро. На момент начала истории уже мёртв.

Сэйю: Сё Хаями

### Другие персонажи
- Клаудия Вайсман (Вайсуман Кло: дия) — сестра Адольфа К. Вайсман. На момент начала истории уже мертва.